# Summer Trap!!
「Summer Trap!!」（サマートラップ）は、2019年7月17日に発売されたWANIMAの5作目のシングル。

## 概要
前作『Good Job!!』から約4ヶ月振りのリリース。
CDは初回生産限定仕様盤、通常盤の2形態で発売。
表題曲は、アサヒ飲料「三ツ矢サイダー」CMソング、カップリング曲の「GONG」は、東映配給映画『ONE PIECE STAMPEDE』主題歌。
初回生産限定仕様として、CDケースが「マツケンイエロー」のカラーケース仕様となっている。

## 収録曲
| 全作詞・作曲: KENTA、全編曲: WANIMA 。 |                          |       |            |      |
| #                                      | タイトル                 | 作詞  | 作曲・編曲 | 時間 |
| 1.                                     | 「夏のどこかへ」         | KENTA | KENTA      | 3:57 |
| 2.                                     | 「サンセットストリップ」 | KENTA | KENTA      | 4:01 |
| 3.                                     | 「GONG」                 | KENTA | KENTA      | 4:27 |
| 4.                                     | 「Mom」                  | KENTA | KENTA      | 3:51 |
| 合計時間:                              | 合計時間:                | 16:16 |            |      |